# Allium perpendiculum
Allium perpendiculum — вид трав'янистих рослин родини амарилісові (Amaryllidaceae), ендемік Туреччини. Епітет виду вказує на підняті квітконіжки в час плодоношення.

## Опис
Багаторічна трав'яниста рослина. Цибулина широко-яйцеподібна, 1.5–2 × 1.8–2.2 см; зовнішні оболонки темно-коричневі, паперові, подовжені на стеблі до 2–3 см; внутрішні — білі, перетинчасті. Стебло прямостійне, 40–60 см заввишки, шириною 4–5 мм, на 1/2–1/3 довжини вкрите листовими піхвами, піхви виразно лускаті. Листків (2)3–4(5), напівциліндрично-циліндричні, суцільні, коротші від стеблини, (1)1.5–2.0 мм завширшки. Суцвіття густе, 90–100-квіткове, 5.5–7.5 × 8–9 см. Оцвітина дзвінчаста, 4–4.5 × 4.5–5 мм, сегменти ≈ рівні, довгасті, закруглені на верхівці, зелені, рожевосмугі на краю з темно-зеленим серединною жилкою, внутрішні — 2–2.5 × 4–4.5 мм, зовнішні — 2.5–3 × 4–4.5 мм. Тичинки прості, фіолетові на верхівці, білі в основі. Пиляк жовтий, 0.7–0.8 × 0.4–0.5 мм, довгастий, округлий на верхівці. Коробочка трикутна, 4.5–5 × 4.5–5 мм. Насіння чорне, 3–4 × 2 мм.

## Поширення
Ендемік Туреччини.
Росте на кам'янистих ґрунтах, сухих схилах на висоті 1149 м; відомий лише з типового місця знаходження.